# Heterofobie
Heterofobie je termín označující v některých diskurzech iracionální strach, averzi nebo diskriminaci heterosexuálů. Heterofobní je přídavné jméno označující vlastnosti heterofoba, jedince stiženého heterofobií.
Někteří autoři tento termín užívají k vyjádření přesvědčení, že každé rozšíření práv LGBT lidí neodmyslitelně vytváří diskriminaci heterosexuálů.
Jiní autoři termín používají ve smyslu zvnitřnělých obav leseb a gayů z reakcí heterosexuálního okolí na jejich coming out.
Další autoři používají termín heterofobie ve zcela jiném významu, a to obecněji jako „strach z jinakosti“ (z řeckého heteros = jiný). Robert B. Pynsent nebo Zygmunt Bauman více či méně slučují heterofobii s xenofobií, případně s rasismem.